# Diaphanopellis forrestii
Diaphanopellis forrestii är en svampart som beskrevs av P.E. Crane 2005. Diaphanopellis forrestii ingår i släktet Diaphanopellis och familjen Coleosporiaceae.   Inga underarter finns listade i Catalogue of Life.